# Csang-o–2
A Csang-o–2 (Csang-o er-hao, vagyis Holdistennő-2) a második kínai holdszonda, a Csang-o-program második űrszondája. Küldetésének célja a Csang-o–3 leszállóegység programjának előkészítése volt.
Több hónap Hold körüli keringés után a szondának elég üzemanyaga maradt távolabbi célpontok elérésére. 2011 áprilisában elhagyta a Holdat és 2011. augusztus 25-én megérkezett az L2 ponthoz, 1,5 millió kilométerre a Földtől.

## Látogatás a 4179 Toutatis kisbolygónál
2012 közepén kimozdították az L2 pont környezetében végzett mozgásából és pályáját úgy módosították, hogy a Csang-o–2 haladjon el a 4179 Toutatis kisbolygó mellett. 2012. december 13-án, 3,2 km-es távolságban történt meg az elhaladási manőver 10,73 km/s kisbolygóhoz viszonyított sebességgel. Az elhaladás során 7 kiváló minőségű felvételt készített CCD kamerájával, mintegy 93–240 km-es távolságokból.

## Külső hivatkozások
- A Chang'e-2 fényképsorozata a Toutatisról